# Dissoziation (Psychologie)
Der Begriff Dissoziation (dissoziative Störungen; auch umfassend Konversionsstörung und dissoziative Bewusstseinsstörung) bezeichnet das (teilweise bis vollständige) Auseinanderfallen von psychischen Funktionen, die normalerweise zusammenhängen. Der aktuelle Medizin-Duden unterscheidet den medizinischen Begriff als Störung des geordneten Zusammenspiels von Muskeln, Organteilen oder Empfindungen vom psychologischen Begriff als „Auflösung einer geordneten Vorstellungsverbindung oder eines normalerweise vorhandenen Bewusstseinszusammenhangs“.
Beschrieben werden ein Zerfall, zum Beispiel von Bewusstseinszusammenhängen oder von persönlichkeitsformenden Kräften, oder „das Zerfallen von assoziativen Vorstellungsverbindungen unter dem Einfluss neuer Eindrücke“ mit der Sonderform Dissoziation von Empfindungen (Empfindungsdissoziation).
Betroffen von dissoziativer Abspaltung sind meist die Bereiche Wahrnehmung, Bewusstsein, Gedächtnis, Identität und Motorik, aber manchmal auch Körperempfindungen (etwa Schmerz und Hunger).
Dissoziative Phänomene existieren auf einem Kontinuum: Es erstreckt sich von leichten Symptomen, von denen nahezu jeder Mensch im Laufe des Lebens mindestens einmal betroffen sein kann, bis hin zu schweren Symptomen, die zu Beeinträchtigungen und Leiden führen. Letztere werden daher als dissoziative Störungen bezeichnet.
Vergleicht man eine Gruppe von Menschen mit dissoziativen Störungen mit Nichtbetroffenen, sind funktionelle und anatomische Abweichungen im Gehirn feststellbar. Bezüglich der Ursachen besteht weitgehende Einigkeit, dass man von einem Zusammenwirken bestimmter persönlicher Voraussetzungen und – in der Regel – traumatischer Erlebnisse ausgehen sollte. Vorübergehende dissoziative Zustände können jedoch auch durch einige chemische Substanzen hervorgerufen werden.

## Verbreitung
Die Lebenszeitprävalenz schwerwiegender dissoziativer Symptome liegt in der Allgemeinbevölkerung bei 2 bis 4 %, bei ambulanten psychiatrischen Patienten bei ca. 15 % und bei stationären psychiatrischen Patienten bei bis zu 30 %. Leichte Symptome, mindestens einmal im Leben, hat dagegen nahezu jeder. Generell nimmt die Häufigkeit der Symptome mit zunehmendem Alter ab.
Abzugrenzen ist die dissoziative Lähmung oder dissoziative Parese. Hierbei handelt es sich um einen kompletten oder teilweisen Verlust der Bewegungsfähigkeit im Rahmen einer dissoziativen Bewegungsstörung (siehe unten). Von der dissoziativen Lähmung sind sowohl einzelne Körperglieder als auch der ganze Körper betroffen. Störungen der Koordinationsfähigkeit treten vor allem an den unteren Extremitäten, zum Beispiel als Ataxie, auf. Es lässt sich keine körperliche Erkrankung nachweisen.
Auch wird in der Neurologie die Aufhebung koordinierter Bewegungen zum Beispiel der Augen als Dissoziation bezeichnet. Otto Dornblüth erwähnte diese „Dissoziation der Augenmuskelbewegungen [als] Lockerung der normalen Assoziation beider Augen beim Sehen“ erstmals 1907 in der dritten Auflage und zusätzlich die „Dissoziation der Empfindungen [als] Empfindungslähmung“ erstmals 1911 in der vierten Auflage seines Klinisches Wörterbuches.

## Formen dissoziativer Störungen
Im ICD-10 werden unterschiedliche Arten dissoziativer Störungen beschrieben. Ein gemeinsames Merkmal ist, dass keine körperliche Krankheit nachgewiesen werden kann, welche die Symptome erklärt.

### Dissoziative Amnesie
Nach den Kategorien von ICD-11 6B61 und ICD-10 F44.0 fehlen bei der dissoziativen Amnesie der betreffenden Person ganz oder teilweise Erinnerungen an ihre Vergangenheit, v. a. an belastende oder traumatische Ereignisse. Die Amnesie gehe weit über das Maß der normalen Vergesslichkeit hinaus, d. h. dauere länger an oder sei stärker ausgeprägt. Das Ausmaß der Amnesie könne jedoch im Verlauf schwanken.
Eine dissoziative Amnesie trete typischerweise nach kürzlich erlebten traumatischen oder stressigen Ereignissen auf.

### Dissoziative Fugue
Unter einer dissoziativen Fugue (F44.1) (auch psychogene Fugue) wird das unerwartete Weggehen von der gewohnten Umgebung (Zuhause, Arbeitsplatz) verstanden. Die Reise ist äußerlich normal organisiert, die Selbstversorgung bleibt weitgehend erhalten. Es besteht eine teilweise oder vollständige Amnesie für die gesamte Vergangenheit oder Teile davon (besonders für traumatische Ereignisse).
Nach DSM-IV wird als zusätzliches Kriterium eine Verwirrung über die eigene Identität oder die Annahme einer neuen Identität gefordert. Letzteres ist jedoch selten der Fall. Wenn doch, dann ist die neue Identität meist durch mehr Geselligkeit und weniger Zurückhaltung gekennzeichnet. Die Dauer kann einige Stunden bis hin zu mehreren Monaten betragen.

### Dissoziativer Stupor
Beim dissoziativen Stupor (F44.2) sind willkürliche Bewegungen, Sprache sowie die normale Reaktion auf Licht, Geräusche und Berührung vermindert oder fehlen ganz.

### Trance- und Besessenheitszustände
Pathologische Trance- und Besessenheitszustände werden im ICD-10 unter F44.3 kodiert.
Bei dissoziativen Trancezuständen handelt es sich um eine vorübergehende Bewusstseinsveränderung mit dem Verlust des Gefühls der persönlichen Identität, einer Einengung des Bewusstseins auf die unmittelbare Umgebung oder bestimmte Umgebungsreize. Bewegungen, Haltungen und Gesprochenes beschränken sich auf eine Wiederholung der immer selben wenigen Dinge oder Handlungen.
Bei einer dissoziativen Besessenheitstrance wird über einen begrenzten Zeitabschnitt eine neue Identität anstelle der gewohnten Identität angenommen, welche einem Geist oder einer Gottheit zugeschrieben wird. Pathologische Trance und Besessenheit kommen in unterschiedlichen Kulturen vor, und auch Kulturen mit religiösen Tranceriten kennen Trancezustände, die von normaler Trance abweichen und somit als krankhafte Störung beurteilt werden.

### Dissoziative Bewegungsstörungen
Bei dissoziativen (auch: psychogenen) Bewegungsstörungen (F44.4) kommt es entweder
- zu einem Verlust oder einer Einschränkung der Bewegungsfähigkeit (Willkürmotorik, Sprache) oder
- zu Koordinationsstörungen, Ataxie oder der Unfähigkeit, ohne Hilfe zu stehen.

Dissoziative Bewegungsstörungen machen 2,6 bis 25 % der Bewegungsstörungen in neurologischen Abteilungen aus. Davon wiederum fallen 32,8 % auf den psychogenen Tremor, 25 % auf die psychogene Dystonie, 25 % auf psychogene Myoklonie, 6,1 % auf den psychogenen Parkinsonismus und 10,9 % auf die psychogene Gangstörung.

### Dissoziative Krampfanfälle
Bei dissoziativen Krampfanfällen (F44.5) kommt es zu plötzlichen und unerwarteten krampfartigen Bewegungen, die einem epileptischen Anfall ähnlich sein können. Es kommt allerdings nicht zum Bewusstseinsverlust. Stattdessen ist jedoch ein stupor- oder tranceähnlicher Zustand möglich. Nur selten kommt es dabei zu einem Zungenbiss, schweren Hämatomen, Verletzungen aufgrund eines Sturzes oder zur Urininkontinenz.
Zu den dissoziativen Krampfanfällen gehört der klassische Arc de cercle.

### Dissoziative Sensibilitäts- und Empfindungsstörungen
Bei der dissoziativen Sensibilitätsstörung und bei der dissoziativen Empfindungsstörung (F44.6) liegt ein Verlust (teilweise oder vollständig) entweder
- der normalen Hautempfindungen (ein Körperteil oder am ganzen Körper) oder
- des Seh-, Hör- oder Riechvermögens vor.

Eine Verwandtschaft mit der dissoziierten Sensibilitätsstörung, einem neurologischen Symptom, besteht nicht.

### Sonstige dissoziative Störungen
Hierzu gehören z. B.
- das Ganser-Syndrom (auch Vorbeiantworten, Pseudodebilität, F44.80) und
- die dissoziative Identitätsstörung (ICD-11 6B64; ICD-10 F44.81 multiple Persönlichkeit(sstörung)). Zwei oder mehr wesentlich unterschiedliche Persönlichkeitszustände bestimmen im Wechsel das Verhalten desselben Menschen.

Weitere dissoziative Erscheinungen, die jedoch unter ICD-10 F48.1 gelistet und erst ab DSM-5 ausdrücklich den Dissoziationen zugerechnet werden, sind:
- Depersonalisation: Hierbei handelt es sich um eine Veränderung der Selbstwahrnehmung: die Person fühlt sich fremd im eigenen Körper – sie beobachtet sich von außen. Dabei reagieren die Personen völlig angemessen auf ihre Umwelt. Allerdings können Sinneswahrnehmungen oder auch Körpergefühle wie Hunger und Durst gestört sein.
  - Autoskopie: Erlebnis einer Sicht (ohne Spiegel oder Kamera) auf den eigenen Körper wie von außen oder als gedoppelten Körper. Auch beschrieben als außerkörperliche Erfahrung oder Nahtoderfahrung.[14]
- Derealisation: Dabei wird durch ein Gefühl der Unwirklichkeit die Umwelt als fremd oder verändert wahrgenommen. Sowohl Depersonalisation als auch Derealisation sind selten isoliert. Meist treten sie als ein Symptom anderer Störungen auf, z. B. im Zusammenhang von Panikattacken.

Früher wurden noch eine tabische Dissoziation beim Tabes dorsalis und eine syringomyelitische Dissoziation bei einer Unterbrechung des Tractus spinothalamicus abgegrenzt.

## Diagnostische Instrumente
Es gibt verschiedene Instrumente zur Diagnostik von Dissoziation. Diese lassen sich unterteilen in Fragebögen zur Selbst- und zur Fremdbeurteilung:
Selbstbeurteilung:
- Dissociative Experience Scale (DES) / Fragebogen zu dissoziativen Symptomen (FDS)
- Impact of Event Scale (IES) – Misst Intrusion, erhöhtes Arousal und Vermeidungsverhalten nach Trauma
- Cambridge Depersonalization Scale (CDS) – 30 Fragen und kostenlos für Forschungszwecke.[16]
- Dissoziations-Spannungs-Skala (DSS)- 21 Fragen.[17]

Fremdbeurteilung:
- Structured Clinical Interview for DSM-IV Dissociative Disorders (SCID-D)
- AMDP-Modul zu Dissoziation und Konversion (AMDP-DK)
- Dissociative Disorders Interview Schedule (DDIS)
- Heidelberger Dissoziationsinventar (HDI)[18]

- Clinican-Administred Dissociative States Scale (CADSS) – 19 Fragen in Selbstbeurteilung und 5 zur Fremdbeurteilung.

## Neurobiologie
Mit bildgebenden Verfahren wurden sowohl funktionelle Abweichungen – etwa bei Verbindungen zur Amygdala – als auch anatomische Abweichungen im Gehirn bei Gruppendaten von Patienten mit dissoziativen Symptomen festgestellt. Nach einer Hypothese von 2016 liegen dissoziativen Symptomen Abweichungen zugrunde bei der Ruhe-Aktivität innerhalb und zwischen zentralen Netzwerken des Gehirns, die für höhere kognitive Prozesse von Bedeutung sind.

## Ursachen
Die Auslösung dissoziativer Symptome wird durch verschiedene Faktoren beeinflusst. Einer Zwillingsstudie zufolge gibt es eine erbliche Komponente.
Einer in Fachkreisen verbreiteten Ansicht zufolge gibt es sie regelmäßig und in schwerer Form bei trauma-bezogenen Störungen. Sie seien oft die Folge traumatischer Erlebnisse während der Kindheit, vor allem sexueller Missbrauch. Eine aktuelle Version dieser Ansicht findet sich bei Bethany Brand ISBN 1-4338-3771-4. Vertreter dieses Traumatic-Memories-Modells (traumatische Erinnerungen) beziehen sich auf Metaanalysen, nach denen dissoziative Symptome mit traumatischen Erlebnissen aus der Kindheit korrelieren, und auch mit Traumafolgestörungen. Das Auftreten eines dissoziativen Stupors während eines traumatischen Ereignisses sei ein besonderer Risikofaktor für das spätere Auftreten einer PTBS.
Nur 8 % der Allgemeinbevölkerung, die einem Trauma ausgesetzt waren, zeigten Symptome von Dissoziation. Jedoch hatten 90 % jener Menschen, die mindestens ein schweres Symptom erlebten, auch eine traumatische Erfahrung gemacht. Nur 2 % der Personen ohne traumatische Erfahrung hatten ein solches Symptom erlebt. Es wurde gefolgert, dass ein Trauma ein wichtiger, aber kein hinreichender Faktor bei der Auslösung dissoziativer Reaktionen ist. Weitere Risiken, wie posttraumatischer Stress oder verminderte Fähigkeiten der Affektregulierung, seien vermutlich mitentscheidend, ob es zu einer dissoziativen Störung kommt.
Dagegen wenden die Vertreter des Fantasy Model (im Deutschen auch soziokognitives Modell) ein, die dissoziativen Symptome korrelierten auch mit Fantasiebegabung und Suggestibilität. Ihrer Ansicht nach würden angebliche traumatische Erlebnisse erst im Rahmen der Psychotherapie erfunden („Pseudo-Erinnerungen“).
Im Konflikt der beiden Modelle ist schon strittig, ob persönliche Eigenschaften wie Hypnotisierbarkeit, Verträumtheit, Neigung zu Phantasien, die Wahrscheinlichkeit dissoziativer Symptome statistisch erhöhen, oder nur eine untergeordnete Rolle spielen.

## Behandlung
Da die Ursachen dissoziativer Störungen nicht generell als krankhafte Abweichungen angesehen werden können, ist eine Behandlung grundsätzlich Erfolg versprechend. Oft ist sie auch nötig, da spontane Besserungen nicht zu erwarten sind und ein erhebliches Risiko einer Verschlechterung besteht. Die empfohlenen Behandlungen sind grundsätzlich psychotherapeutischer Art, ähnlich wie für dissoziative Identitätsstörung beschrieben.

## Geschichte
Ein Fall aus dem 16. Jahrhundert wurde erstmals 1896 und dann erneut 1996 analysiert. Diskussionen über Persönlichkeitsspaltung waren bei französischen Psychiatern und Philosophen der Jahre 1840 bis 1880 ein häufiges Thema. Der Begriff der Dissoziation als „Desintegration und Fragmentierung des Bewusstseins“ wurde insbesondere durch eine 1889 erschienene Arbeit des französischen Psychiaters Pierre Janet (1859–1947) geprägt. Zuvor war er allerdings schon 1845 von dem französischen Psychiater Jacques-Joseph Moreau (1804–1884) in einem umfangreichen Buch über die Abspaltung von fremdartigen Vorstellungen bei Experimenten mit Haschisch verwendet worden.
Im Diagnostic and Statistical Manual of Mental Disorders (DSM) der American Psychiatric Association (APA) werden Dissoziationen – unter dieser Bezeichnung – seit 1980 (DSM-III) aufgeführt. In den Klassifikationen der Weltgesundheitsorganisation (WHO) sind sie seit 1992 (ICD-10) enthalten.
Seit 1995 sind durch Magnetresonanztomographie (MRT) – zum ersten Mal bei Vietnamveteranen – bei Gruppendaten anatomische Veränderungen im Gehirn von Patienten mit dauerhaften posttraumatischen Belastungsstörungen (PTBS) wiederholt festgestellt worden. Weitere Untersuchungen zeigten, dass PTBS zum Teil mit dissoziativen Störungen gekoppelt waren.

### Leitlinien
- International Society for the Study of Trauma and Dissociation: Guidelines for the Evaluation and Treatment of Dissociative Symptoms in Children and Adolescents, in: Journal of Trauma & Dissociation, Vol. 5(3), 2004, S. 119–150, PDF (abgerufen am 29. August 2016).

### Einführungen
- Kathlen Priebe, Christian Schmahl, Christian Stiglmayr: Dissoziation: Theorie und Therapie, Springer-Verlag, Berlin 2013, ISBN 978-3-642-35066-5.
- Peter Fiedler: Dissoziative Störungen, 2. überarbeitete Auflage, Hogrefe Verlag, Göttingen 2013, ISBN 978-3-8409-2482-8.
- Romuald M. Brunner: Dissoziative und Konversionsstörungen, Springer-Verlag, Berlin 2012, ISBN 978-3-540-48849-1.
- Luise Reddemann, Arne Hofmann, Ursula Gast (Hrsg.): Psychotherapie der dissoziativen Störungen: Krankheitsmodelle und Therapiepraxis - störungsspezifisch und schulenübergreifend, 3. überarbeitete Auflage, Georg Thieme Verlag, Stuttgart 2011, ISBN 978-3-13-158183-9.
- Eric Vermetten, Martin J. Dorahy, David Spiegel (Hrsg.): Traumatic Dissociation: Neurobiology and Treatment, American Psychiatric Pub, Washington DC 2007, ISBN 978-1-58562-714-1.
- Kathy Steele, Suzette Boon, Onno van der Hart: Die Behandlung traumabasierter Dissoziation. Eine praxisorientierte, integrative Vorgehensweise. Probst, Lichtenau 2017, ISBN 978-3-944476-22-3.

### Forschungsübersichten
- Ulrich Sachsse: Hinterlassen seelische Schädigungen in der Kindheit neurobiologische Spuren im erwachsenen Gehirn? In: Praxis der Kinderpsychologie und Kinderpsychiatrie. Band 62, Nummer 10, 2013, S. 778–792, PMID 24505860, PDF (klicken auf: „PDF: Übersichtsarbeiten - Vandenhoeck & Ruprecht“), (abgerufen am 1. September 2016).
- M. C. McKinnon, J. E. Boyd, P. A. Frewen, U. F. Lanius, R. Jetly, J. D. Richardson, R. A. Lanius: A review of the relation between dissociation, memory, executive functioning and social cognition in military members and civilians with neuropsychiatric conditions. In: Neuropsychologia. [elektronische Veröffentlichung vor dem Druck] Juli 2016, doi:10.1016/j.neuropsychologia.2016.07.017, PMID 27444881 (freier Volltext) (Review).
- V. Şar: The many faces of dissociation: opportunities for innovative research in psychiatry. In: Clinical psychopharmacology and neuroscience: the official scientific journal of the Korean College of Neuropsychopharmacology. Band 12, Nummer 3, Dezember 2014, S. 171–179, doi:10.9758/cpn.2014.12.3.171, PMID 25598819, PMC 4293161 (freier Volltext) (Review).
- K. Fritzsche, K. Baumann, K. Götz-Trabert, A. Schulze-Bonhage: Dissociative seizures: a challenge for neurologists and psychotherapists. In: Deutsches Ärzteblatt international. Band 110, Nummer 15, April 2013, S. 263–268, doi:10.3238/arztebl.2013.0263, PMID 23667393, PMC 3647137 (freier Volltext) (Review).
- M. Bedard-Gilligan, L. A. Zoellner: Dissociation and memory fragmentation in post-traumatic stress disorder: an evaluation of the dissociative encoding hypothesis. In: Memory. Band 20, Nummer 3, 2012, S. 277–299, doi:10.1080/09658211.2012.655747, PMID 22348400, PMC 3310188 (freier Volltext) (Review).

### Ratgeber
- Suzette Boon, Kathy Steele, Onno van der Hart: Traumabedingte Dissoziation bewältigen: Ein Skills-Training für Klienten und ihre Therapeuten. Aus dem Amerikanischen (2011) von Elisabeth Vorspohl, Junfermann Verlag, Paderborn 2013, ISBN 978-3-95571-225-9.